# 伊扎诺
伊扎诺（義大利語：Izano），是意大利克雷莫纳省的一个市镇。总面积5平方公里，人口2054人，人口密度410.8人/平方公里（2009年）。国家统计（ISTAT）代码为019054。